# Jan van Veen (presentator)
Jan van Veen (Voorburg, 26 augustus 1944 – Hilversum, 4 februari 2024) was een Nederlandse radiopresentator en diskjockey. Hij verkreeg nationale bekendheid met het radioprogramma Candlelight, waarin hij gedichten van luisteraars voorlas, afgewisseld met romantische muziek. Hij presenteerde dit programma met onderbrekingen van 1967 tot eind 2023.

## Loopbaan
Van Veen begon zijn radioloopbaan in 1964 bij Radio Veronica, de piratenzender van ondernemers Jaap, Dirk en Bull Verweij. Programmaleider Willem van Kooten ('Joost den Draaijer'), die hem het jaar daarvoor had leren kennen toen ze samen hun militaire dienstplicht vervulden, haalde hem binnen als vervanger voor Tineke de Nooij, toen zij met zwangerschapsverlof was. Van Veen presenteerde programma's als Hits a GoGo en Alle remmen los. Van Veen - inmiddels getrouwd met de dochter van Dirk Verweij - kreeg na Van Kootens vertrek in 1968 bij Veronica de rol van programmaleider. In 1969 werkte Van Veen mee aan het gelegenheidstrio Los Piratos (met zijn Veronica-collega's Lex Harding en Rob Out). Het nummer Wij zijn piraten, een cover van het nummer Na na na hey hey kiss him goodbye van Steam, werd alarmschijf en een kleine hit. Na een intern conflict verliet Van Veen de zender in 1970.
Uit rancune richting Veronica werkte Van Veen met Van Kooten in 1971 enkele maanden bij Veronica's concurrent Radio Noordzee Internationaal, de radiozender van John de Mol sr.. Daarna belandden ze beiden bij de publiek omroep, waar Van Veen aan de slag ging bij de AVRO op Hilversum 3. Hij zou daarna nog bij verschillende andere omroepen en zenders als radiopresentator actief zijn.
Van Veens kenmerkende zware stem was vaak te horen in reclamespots en als voice-over op grammofoonplaten. In de hit La lontananza (Het lied van de sirene) van James Iotti in 1973 sprak hij over de Italiaanse coupletten heen. Een eigen single was Meer, dat in 1974 een kleine hit werd. Twee jaar later in 1976 nam hij een kerstplaat op, te weten Ik Geef Je Mijn Woord, die onopgemerkt is gebleven. In 1978 nam hij met onder anderen Patricia Paay en Willem Duyn een Nederlandstalige versie op van het door Jeff Wayne herbewerkte hoorspel The War of the Worlds.
Eind jaren 60 was Van Veen als verkoopmanager beland in het textielimperium van zijn schoonfamilie, de drie gebroeders Verweij. Na zijn vertrek bij Veronica in 1970 bleef hij actief in de textielbranche, zowel met de broers Verweij als zelfstandig. Zijn bedrijf Candlelight Beenmode leverde panty's en kousen. Omstreeks 1999 verkocht Van Veen de kousenlijn, en in 2003 verkocht hij ook de rest van zijn textielbedrijf, omdat het steeds moeilijker werd om daar nog geld in te verdienen. De nieuwe eigenaren gingen in september 2006 failliet. 
Van Veen werd op 11 mei 2009 benoemd tot lid in de Orde van Oranje-Nassau. Hij overleed op 4 februari 2024 op 79-jarige leeftijd aan de gevolgen van ALS.

### Candlelight
Van Veen zal wellicht het meest herinnerd worden vanwege het radioprogramma Candlelight, waarin hij gedichten van luisteraars op geheel eigen wijze voorlas. De kiem voor dit programma werd gelegd in 1967, toen Van Veen als onderdeel van het radioprogramma Alle remmen los semi-serieus een gedicht voorlas dat door een luisteraar was ingestuurd. Meerdere luisteraars begonnen hierop gedichten in te zenden, wat ertoe leidde dat Veronica een apart programma, Candlelight, in het leven riep waarin Van Veen een bloemlezing van het ingezonden materiaal de revue kon laten passeren.  
Bij Van Veens overstap naar de AVRO nam hij het concept mee, en presenteerde hij vanaf medio 1971 op Hilversum 3 (vanaf 1985 Radio 3), op de late avond het programma Candlelight. Het concept bestond uit het voordragen van gedichten van luisteraars, steevast met de melodie van Greensleeves in de versie van Mantovani op de achtergrond. De gedichten - vaak anoniem ingestuurd - werden door Van Veen persoonlijk geselecteerd uit het ingezonden materiaal. De belangrijkste criteria daarbij waren dat de gedichten niet te lang waren, en dat de teksten geen hoogdravende poëzie bevatten. De luisteraar moest zich er immers makkelijk in kunnen herkennen. De rest van het programma bestond uit het draaien van bijpassende zoetsappige popmuziek. De herkenningsmelodie van het programma was Can I Get There by Candlelight van David McWilliams. In 1992 verhuisde het programma naar Sky Radio, de non-stopmuziekzender waar het het enige programma was met een presentator. De laatste uitzending bij Sky Radio was op 30 januari 2003. Daarna was Candlelight nog verschillende keren kortstondig in de ether te beluisteren, tussen mei en december 2018 bij de Nederlandse muziekzender 100%NL, vanaf augustus 2018 enige tijd op Radio M Utrecht, in januari 2019 bij  Omroep MAX op NPO Radio 5 en tussen februari 2020 en november 2023 bij Easy 95,5 FM. 
Aanvankelijk maakte Van Veen het programma live. Dit veranderde in de periode dat hij werkte voor Sky Radio. Bij Sky Radio had Van Veen niet langer invloed op de muziek die bij de gedichten gedraaid werd; deze werd uitgekozen door de zendercoördinator. Enerzijds vond hij het een gemis om niet langer zelf de bijpassende platen te kunnen selecteren, maar anderzijds bood dit de nieuwe mogelijkheid om het programma vooraf op te nemen, en eventuele versprekingen te corrigeren.
Behalve in radiouitzendingen verschenen de voorgelezen gedichten van luisteraars ook in diverse bundels. Zo verscheen in 1997 het boek 30 jaar Candlelight: de 100 mooiste gedichten. In oktober 2005 lanceerde Van Veen een eigen internetstation Candlelight Radio, waarop in het vertrouwde concept naar gedichten geluisterd kon worden. Op Valentijnsdag 14 februari 2008 lanceerde hij zijn eigen datingsite candlelightdating.nl (inmiddels opgeheven) en in maart 2008 verscheen het eerste nummer van Candlelight Magazine. In oktober 2017 vierde Jan van Veen het 50-jarig bestaan van Candlelight. Van Veen constateerde dat door de jaren heen de onderwerpen van de gedichten met de leeftijd van de luisteraars meegroeiden. Waren de gedichten in de Veronica- en de Radio 3-periode veelal afkomstig van verliefde tieners die hun object van affectie de liefde verklaarden, in de latere jaren verschoof dit naar gedichten rondom echtscheiding of rouw door verlies van een geliefde.
Het programma werd meerdere keren geparodieerd, onder meer door programmamaker Jeroen Kijk in de Vegte in het radioprogramma Jensen in de ochtend op Veronica FM, door cabaretier Herman Berkien met Gedichten van luisteraars (1978) en door André van Duin en Ferry de Groot in de Dik Voormekaar Show.